# Мартинович, Михаил Алексеевич
Михаи́л Алексе́евич Мартино́вич (бел. Міхаіл Аляксеевіч Марціновіч; род. 14 сентября 1979, Мозырь, Гомельская область) — белорусский футболист, тренер.

## Биография
Воспитанник мозырской СДЮШОР-3. Первый тренер — Сергей Ковалевич. Начал профессионально играть в футбол в 1996 году за клуб «Полесье». Играл в мозырьской «Славии», фарм-клубе «Мозырь», находился в аренде в минской «Звезде-ВА-БГУ». В 2003 году перешёл в «Торпедо-СКА», а с 2005 года защищал цвета «Шахтёра», где был основным игроком. В 2010 году потерял место в основе и покинул клуб, а в начале 2011 года вернулся в «Славию».
В марте 2013 года объявил о завершении карьеры и перешёл на тренерскую работу в «Славию».

## Тренерская карьера
В сезоне 2013 был тренером юношеской команды «Славии», а в январе 2014 года стал помощником главного тренера Юрия Пунтуса. В октябре 2015 года получил тренерскую лицензию категории «A». В сезоне 2017 был переведён на должность главного тренера дублирующего состава. 26 ноября 2017 года руководил основной командой мозырян в матче последнего тура Высшей лиги против «Торпедо-БелАЗ», однако «Славия» потерпела поражение и вылетела в Первую лигу.
В январе 2018 года был утверждён на должности главного тренера «Славии».
В июне 2023 года специалист вошёл в тренерский штаб российского клуба «Ахмат». В августе 2023 года покинул российский клуб.

## Достижения

### Как игрок
- Чемпион Беларуси: 2005
- Серебряный призёр чемпионата Беларуси: 1999
- Бронзовый призёр чемпионата Беларуси (2): 2006, 2007
- Победитель Первой лиги: 2011

С 2000 по 2008 год 10 раз выступал в еврокубках, в которых отличился одним голом.

### Как тренер
- Победитель Первой лиги: 2018